# Hydra-Klasse (1889)
Die Hydra-Klasse war eine Klasse von drei Panzerschiffen der griechischen Marine.

## Bestellung
Hydra und ihre Schwesterschiffe Spetsai und Psara waren Panzerschiffe, benannt nach griechischen Inseln, die im griechischen Unabhängigkeitskrieg eine bedeutende Rolle gespielt hatten. Die Hydra-Klasse wurde 1885 als Antwort auf die Krise auf dem Balkan und die Marinerüstung des osmanischen Reichs bestellt, 1889 und 1890 vom Stapel gelassen und 1892 ausgeliefert.

## Einsatz
Die Schiffe der Klasse sahen umfangreiche Einsätze, unter anderem im Türkisch-Griechischen Krieg 1897, in dem sie der türkischen Flotte unterlegen waren, bis die anderen Mächte eingriffen. Die Klasse wurde erneut in den Balkankriegen eingesetzt, dort zum Beispiel in der Seeschlacht von Elli und der Seeschlacht von Limnos, wobei allerdings die schon unzureichende Geschwindigkeit der alten Schiffe einen effektiven Einsatz behinderte. Im Ersten Weltkrieg wurden die Schiffe nicht eingesetzt, ab 1916 von den Franzosen disarmiert und gegen 1929 auf Abbruch verkauft.

## Einheiten
| Name              | Bauwerft                                  | Kiellegung | Stapellauf       | Indienststellung | Außerdienststellung |
| ----------------- | ----------------------------------------- | ---------- | ---------------- | ---------------- | ------------------- |
| Hydra (Υδρα)      | Graville, Le Havre                        | 1887       | 15. Mai 1889     | 1892             | 1919                |
| Spetsai (Σπέτσαι) | Graville, Le Havre                        | 1887       | 26. Oktober 1889 | 1892             | 1919                |
| Psara (Ψαρά)      | A C de la Loire et Penhoët, Saint-Nazaire | 1887       | 20. Februar 1890 | 1891             | 1919                |